# Синдром Мей-Тернера
Синдром Мей-Тернера ( СМТ ), также известный как синдром компрессии подвздошной вены,  представляет собой состояние, при котором компрессия общего венозного оттока левой нижней конечности может вызвать дискомфорт, отек, боль или тромбоз глубоких подвздошно-бедренных вен .
В частности, проблема возникает из-за сдавливания левой общей подвздошной вены лежащей выше правой общей подвздошной артерией .   Это приводит к застою крови, что предрасполагает к образованию тромбов. Описаны редкие варианты МТС, такие как сдавливание правой общей подвздошной вены правой общей подвздошной артерией. 
В двадцать первом веке определение синдрома Мэя-Тернера было расширено до более широкого профиля заболевания, известного как нетромботические поражения подвздошных вен (NIVL), которые могут затрагивать как правую, так и левую подвздошные вены, а также множество других венозных сегментов.  Этот синдром часто проявляется болью, когда конечность находится в свободном положении (свисает с края кровати/стула), и/или значительным отеком всей конечности.

## Признаки и симптомы
Из-за сходства с тромбозом глубоких вен (ТГВ) синдром Мея–Тернера редко диагностируется среди населения в целом. При этом состоянии правая подвздошная артерия сдавливает и сдавливает левую общую подвздошную вену в области поясничного отдела позвоночника,  что приводит к отеку ног и лодыжек, боли, покалыванию и/или онемению в ногах и ступнях.  Боль часто носит тупой характер и может распространяться вверх и вниз по ноге в зависимости от пациента. Нижние конечности могут быть теплыми на ощупь, а отек может сохраняться или исчезать в течение дня. 

## Механизм
В отличие от правой общей подвздошной вены, которая поднимается почти вертикально к нижней полой вене, левая общая подвздошная вена проходит по диагонали слева направо и впадает в нижнюю полую вену. По ходу этого пути артерия проходит под правой общей подвздошной артерией, что может сдавливать ее в области поясничного отдела позвоночника и ограничивать отток крови из левой ноги. Имеются сообщения о случаях сдавления нижней полой вены подвздошными артериями или синдромах правосторонней компрессии, но подавляющее большинство случаев приходится на левую сторону. Хотя это и является предполагаемой причиной синдрома, у бессимптомных пациентов часто наблюдается сдавление левой подвздошной вены, что считается анатомическим вариантом. У четверти здоровых людей наблюдается 50%-ная компрессия просвета левой подвздошной вены.  Сдавление становится клинически значимым только в том случае, если оно вызывает существенные гемодинамические изменения венозного кровотока или венозного давления или приводит к острому или хроническому тромбозу глубоких вен (ТГВ). 
Помимо компрессии, вена образует внутрипросветные фиброзные шпоры из-за воздействия хронической пульсирующей компрессионной силы со стороны артерии.   Суженный турбулентный канал предрасполагает пациента к тромбозу. Нарушение кровотока часто приводит к образованию коллатеральных кровеносных сосудов. Чаще всего это горизонтальные транстазовые коллатерали, соединяющие обе внутренние подвздошные вены, создавая таким образом отток через правую общую подвздошную вену. Иногда образуются вертикальные коллатерали, чаще всего паралюмбальные, которые могут вызывать неврологические симптомы, такие как покалывание и онемение.
Этот сжатый, суженный канал оттока вызывает застой крови, что является одним из элементов триады Вирхова, провоцирующей тромбоз глубоких вен.

## Диагноз
Важно учитывать синдром Мея–Тернера у пациентов, у которых нет других очевидных причин гиперкоагуляции и у которых наблюдается тромбоз левой нижней конечности. Чтобы исключить другие причины гиперкоагуляции, может быть целесообразно проверить уровень антитромбина, белка C, белка S, фактора V Лейдена, протромбина G20210A и антифосфолипидных антител . 
Флебография позволяет выявить классический синдром при тромбозе глубоких вен. 
Синдром Мэя–Тернера в более широком профиле заболевания, известный как нетромботические поражения подвздошных вен (НВПВ), наблюдается у симптоматических амбулаторных пациентов, и эти поражения обычно не видны при флебографии. С морфологической точки зрения внутрисосудистое ультразвуковое исследование оказалось наилучшим современным инструментом в широком смысле.  Иногда могут быть полезны функциональные исследования, такие как дуплексное ультразвуковое исследование, измерение венозного и интерстициального давления и плетизмография . Сдавление левой общей подвздошной вены можно увидеть при КТ органов малого таза.

## Уход
Лечение основного дефекта пропорционально тяжести клинической картины. Отеки и боли в ногах лучше всего оценивают специалисты по сосудистым заболеваниям ( сосудистые хирурги, интервенционные кардиологи и интервенционные радиологи ), которые диагностируют и лечат артериальные и венозные заболевания, чтобы гарантировать, что причина боли в конечностях установлена. Диагноз необходимо подтвердить с помощью какого-либо метода визуализации , который может включать магнитно-резонансную венографию, венографию и, как правило, подтверждается с помощью внутрисосудистого ультразвукового исследования, поскольку сплющенная вена может быть не заметна при обычной венографии. Чтобы предотвратить продолжительный отек или боль, вызванные застоем крови из сдавленной подвздошной вены, необходимо улучшить отток крови из ноги. Неосложненные случаи можно лечить с помощью компрессионных чулок .
Тяжелый синдром Мея-Тернера может потребовать тромболизиса, если тромбоз возник недавно, с последующей ангиопластикой и стентированием подвздошной вены   :1006–1007 после подтверждения диагноза с помощью флебограммы или внутрисосудистого ультразвукового исследования. Для защиты области от дальнейшего сдавливания после ангиопластики можно использовать стент . Как следует из названия, в этих случаях тромботический компонент обычно отсутствует, но тромбоз может возникнуть в любой момент.
Если у пациента обширный тромбоз, может быть целесообразно рассмотреть возможность проведения фармакологической и/или механической (также известной как фармакомеханическая) тромбэктомии . В настоящее время проводятся исследования с целью определить, приведет ли это к снижению частоты возникновения посттромботического синдрома. 

## Эпидемиология
Считается, что синдром Мея–Тернера составляет от двух до пяти процентов заболеваний вен нижних конечностей.  Синдром Мэя–Тернера часто остается нераспознанным. По текущим оценкам, это заболевание встречается в три раза чаще у женщин, чем у мужчин.  Классический синдром обычно проявляется на втором-четвертом десятилетии жизни. В двадцать первом веке в более широком профиле заболевания синдром действует как допустимое поражение и становится симптоматическим, когда происходит что-то еще, например, после травмы, изменение функционального статуса, например, отек после ортопедической замены сустава .